# Kerk van de Onthoofding van Sint-Jan de Doper
De Kerk van de Onthoofding van Sint-Jan de Doper (Roemeens: Biserica Tăierea Capului Sfântului Ioan Botezătorul) is een orthodox kerkgebouw in Arbore (Roemenië). Deze kerk is opgenomen in de Werelderfgoedlijst van UNESCO samen met andere beschilderde kerken in Moldavië.
De kerk werd gebouwd in 1503 door kasteelheer Luca Arbore als kapel van zijn residentie. Luca Arbore en zijn zonen Teodor en Nikita werden vermoord door prins Stefanus de Jongere in 1523 en de kerk bleef onbeschilderd. In 1541 werd de kerk gedecoreerd met fresco's door een kunstenaar uit Iași, Dragoș Coman, in opdracht van woiwode Peter IV Rareș. Dragoș Coman werkte in de Moldavische traditie maar bracht vernieuwingen aan, zowel uit de oosterse als de westerse schilderkunst. De afgebeelde heiligen vallen op door hun soepele houdingen, hun rijkelijke klederdracht en een zekere laïcisering van hun houdingen. De kleuren zijn erg helder met intens blauw, groen, goudkleurig oker, geel, bruin, violet en rose-wit.
In het sanctuarium, ruimte binnenin voorbehouden aan de priester, is een Laatste Avondmaal afgebeeld met een originele compositie. In de pronaos zijn Heiligen van het Heilig Kruis te paard afgebeeld alsook het Leven van Sint-Jan de Doper en een Oecumenisch Concilie. Niet alle schilderingen in deze ruimte zijn van de hand van Dragoș Coman.
De opmerkelijkste fresco's van Dragoș Coman bevinden zich aan de buitenzijde van de kerk. Op de zuidelijke wand is een Laatste Oordeel afgebeeld (met trotse Turken met tulbanden en rijke gewaden tussen de verdoemden), samen met een Deisis (gebed) en een Hymne. Op de apsis is het Gebed van alle heiligen afgebeeld. Op de westelijke muur zijn 85 afzonderlijke scènes afgebeeld, waaronder een reeks met de Genesis en de levens van de heiligen Joris, Demetrius, Nicetas en Parasceva.
In 1973-1974 werden de fresco's op de naos gerestaureerd.

## Galerij

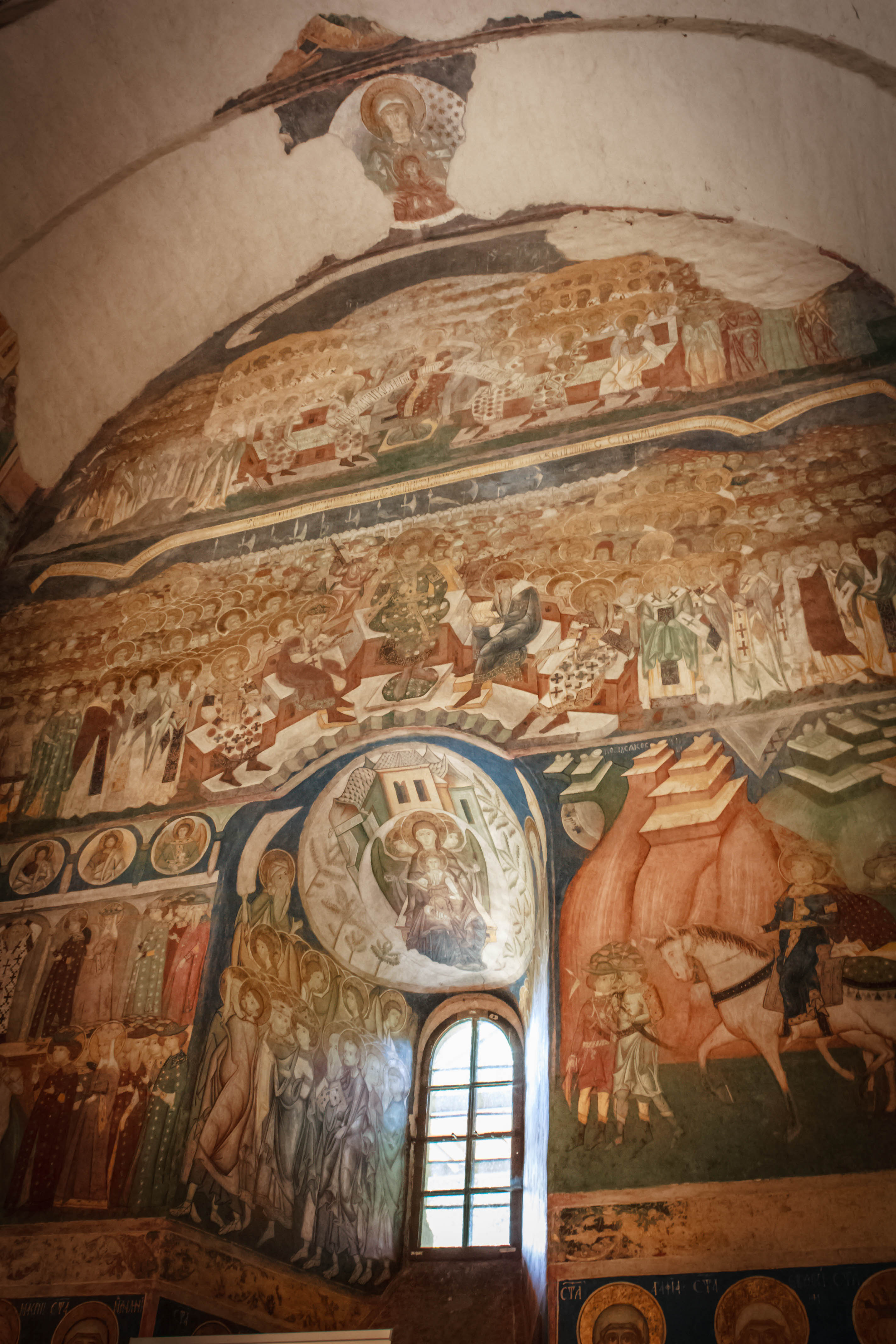
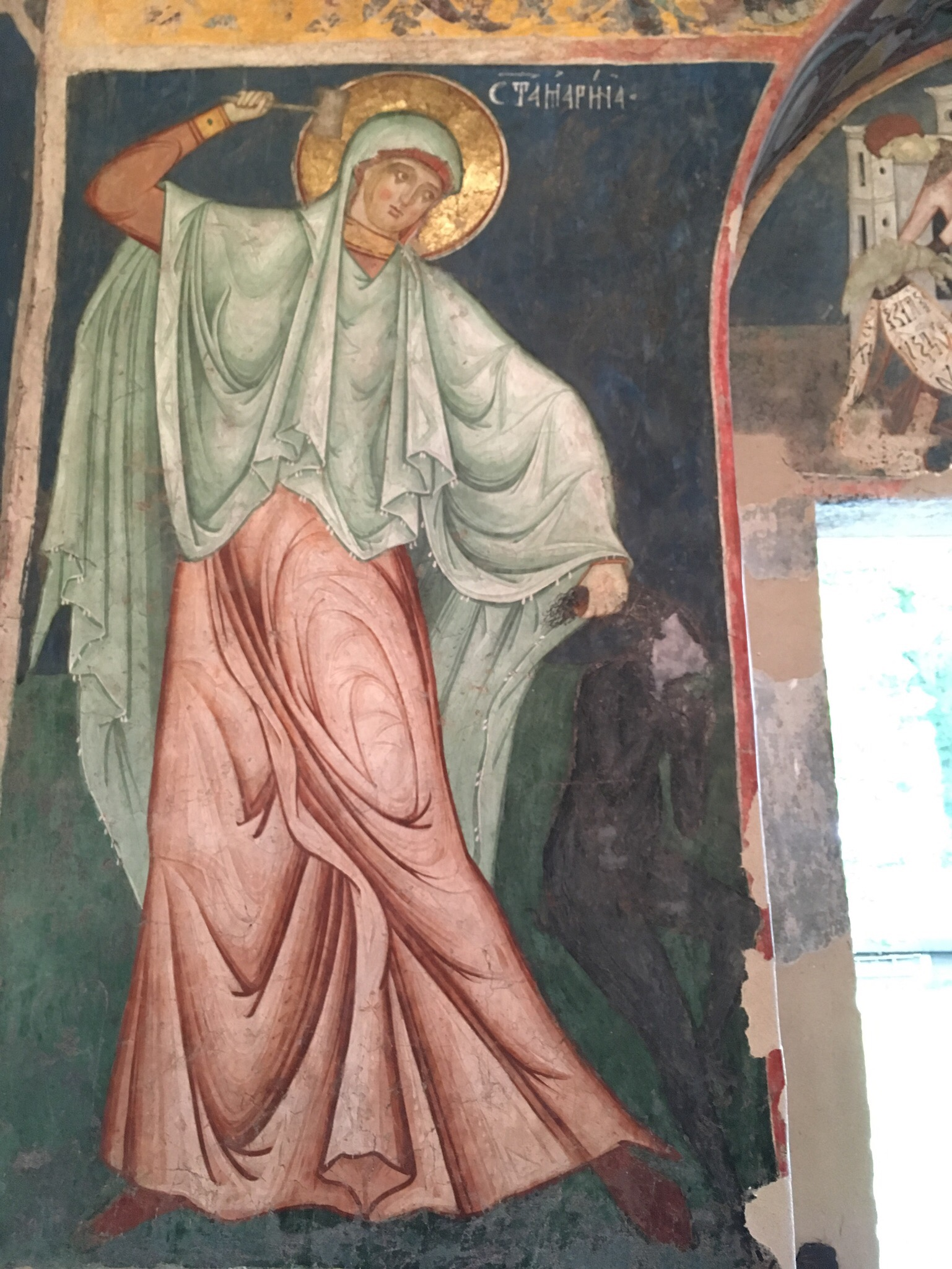
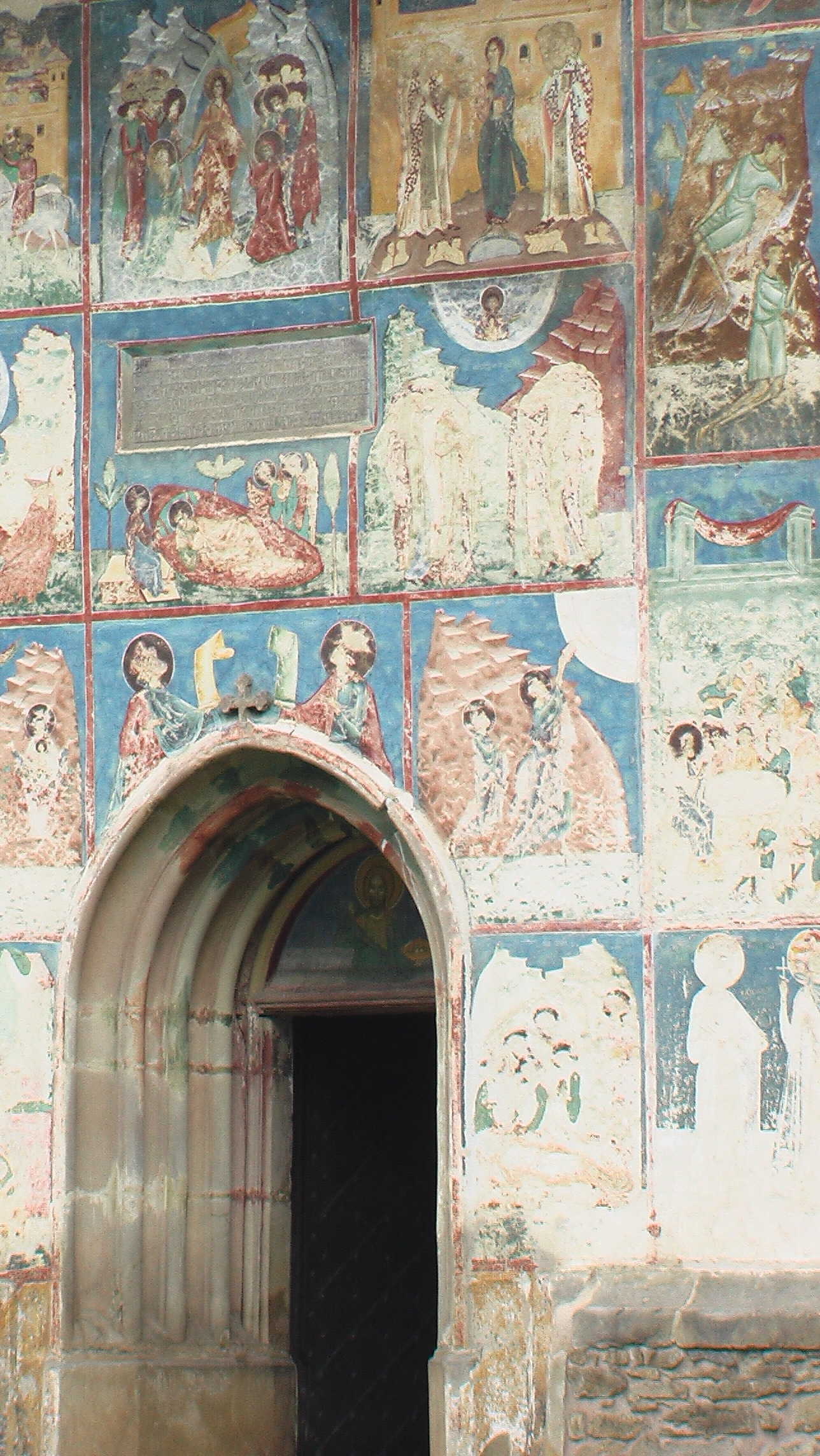
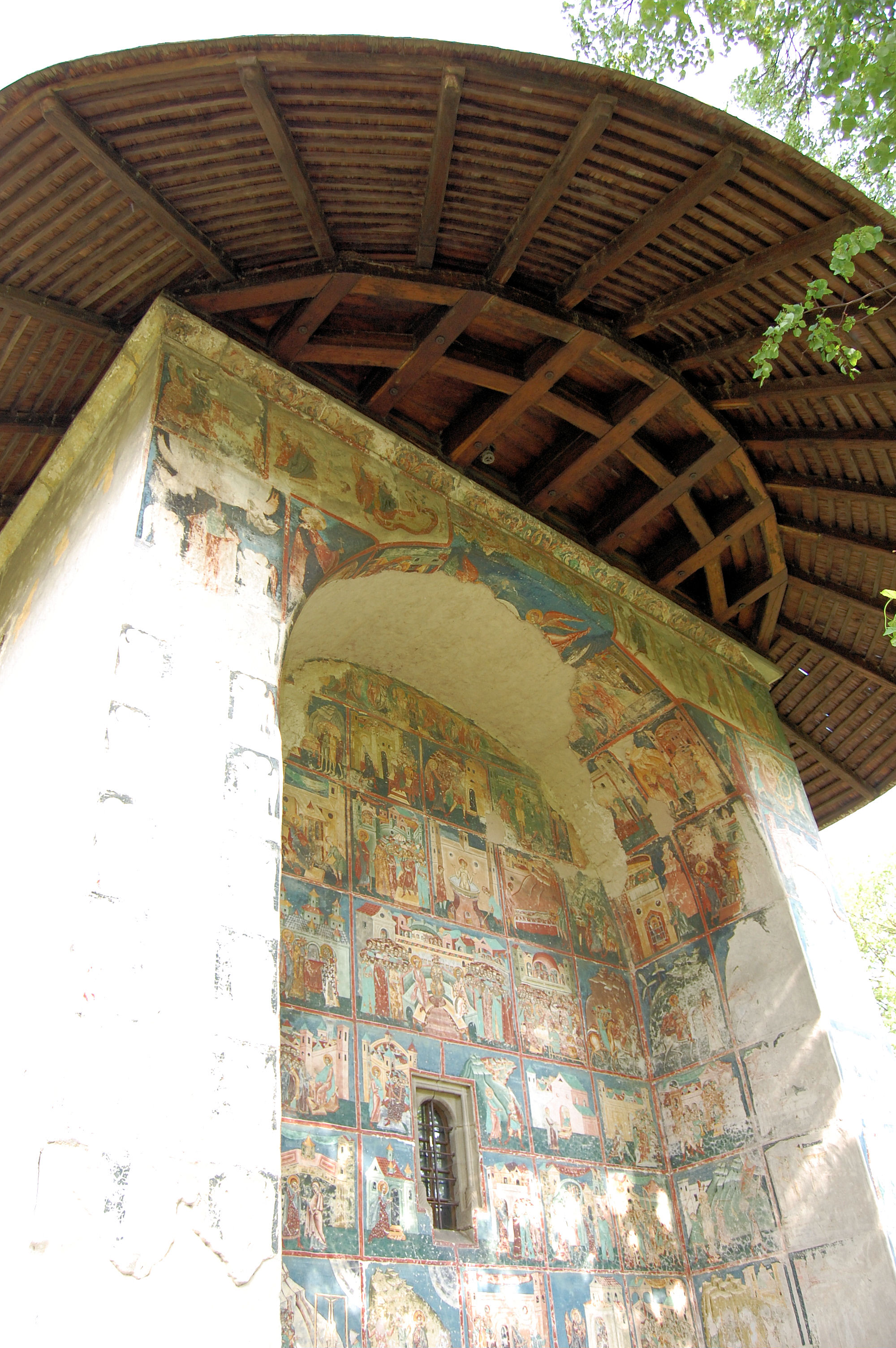